# Схалкен, Шенг
Шенг Схалкен (нидерл. Sjeng Schalken; род. 8 сентября 1976, Верт, провинция Лимбург, Нидерланды) — нидерландский профессиональный теннисист, победитель 15 турниров АТР в одиночном и мужском парном разряде.

## Спортивная карьера

### Начало карьеры
Шенг Схалкен начал играть в теннис с трёх лет. В 1990 году Схалкен, ученик теннисной академии Виллема и Хенка ван Хулстов, стал чемпионом Нидерландов среди юношей, а три года спустя — уже среди взрослых, а в 1994 году выиграл Открытый чемпионат США и дошёл до полуфинала Уимблдонского турнира среди юношей. Сезон 1994 года он закончил на девятом месте в юниорском рейтинге ITF. В 1994 году Схалкен начал выступления в профессиональных турнирах и в октябре в Гуаякиле (Эквадор) выиграл свой первый титул в соревнованиях класса ATP Challenger, последовательно взяв верх над пятью соперниками, находящимися выше него в рейтинге АТР.
В апреле 1995 года Схалкен выиграл «челленджер» в Монте-Карло и вошёл в число ста лучших теннисистов мира согласно рейтингу АТР. В июле с Марсело Риосом он впервые в карьере выиграл турнир АТР — Открытый чемпионат Нидерландов, где в первом же круге они победили сильнейшую пару мира, соотечественников Схалкена Паула Хархёйса и Якко Элтинга, — а в октябре повторил этот успех уже в одиночном разряде. Победив в начале 1996 года в турнире АТР в Джакарте, он вошёл в число 50 лучших теннисистов мира в одиночном разряде. В парах он вошёл в первую сотню к середине мая и закрепился в ней после выхода в четвертьфинал Открытого чемпионата США, где его партнёром был Ян-Хендрик Давидс. В том же году Схалкена пригласили в сборную Нидерландов на матч Кубка Дэвиса с командой Новой Зеландии, и он выиграл обе своих встречи, как в одиночном, так и в парном разряде. Он также завоевал титул чемпиона Нидерландов в парном разряде.
В 1997 году Схалкен выиграл турнир в Бостоне, нанеся по пути к титулу поражения двум соперникам из первой десятки мирового тенниса: Алексу Корретхе в четвертьфинале и Марсело Риосу в финале. На следующий год в Риме он победил в первом круге Открытого чемпионата Италии четвёртую ракетку мира Патрика Рафтера, а в 1999 году в Бостоне вновь обыграл Риоса, как и за два года до этого, занимавшего в рейтинге десятое место. За эти три года он завоевал три титула: два в одиночном разряде и один в парном, а также вторично выиграл национальный чемпионат Нидерландов в парном разряде.

### Пик карьеры
2000 год Схалкен провёл достаточно неровно, но после того, как в последних шести турнирах сезона выиграл 16 матчей при пяти поражениях и победил в Открытом чемпионате Японии, закончил как лучший теннисист Нидерландов, заняв место в рейтинге выше Рихарда Крайчека, удерживавшего это звание восемь лет. На протяжении сезона он трижды обыгрывал представителей первой десятки рейтинга: дважды Евгения Кафельникова и один раз Магнуса Нормана.
2001 год стал самым удачным в карьере Схалкена как парного игрока, включая три победы в турнирах и полуфинал Открытого чемпионата США (все с Паулом Хархёйсом), финал в Скоттсдейле (с Риосом) и четвертьфинал Уимблдона (с Хуаном Балсельсом). На Открытом чемпионате Канады они с Дэвидом Адамсом победили лучшую пару мира — Юнаса Бьоркмана и Тодда Вудбриджа, а через две недели на Открытом чемпионате США Схалкен добился победы над Бьоркманом и Вудбриджем уже в паре с Хархёйсом. Он закончил сезон в числе 30 лучших игроков мира в парном разряде. В одиночном разряде он дважды играл в финалах, в том числе в Вашингтоне — после победы над Андре Агасси, вторым в мире на тот момент, а осенью на турнире серии ATP Мастерс в Париже взял верх над первой ракеткой мира Густаво Куэртеном. На этот год приходится и его лучший результат в Кубке Дэвиса: после побед над испанцами и немцами он дошёл со сборной до полуфинала, где их остановила команда Франции. Сам Схалкен за этот цикл выиграл четыре встречи из шести — по две в одиночном и парном разряде.
К маю 2002 года Схалкен достиг в рейтинге игроков в парном разряде 21-го места, но развить успех не сумел. Напротив, в одиночном разряде он выступал удачно: выиграв турнир в Хертогенбосе (в четвертьфинале которого он победил девятую ракетку мира Роджера Федерера, он затем дошёл до четвертьфинала на Уимблдоне, где его остановил лучший игрок планеты Ллейтон Хьюитт, который и победил на турнире, а позже до полуфинала Открытого чемпионата США, где проиграл Питу Сампрасу — также будущему чемпиону. Осенью на Кубке Кремля Схалкен добрался до финала, победив Кафельникова, на тот момент седьмого в мире, но в финале неожиданно проиграл Полю-Анри Матьё, занимавшему в рейтинге лишь 83-ю строчку. В первой половине 2002 года он выиграл «челленджер» в Праге и турнир АТР в Хертогенбосе, а затем второй раз подряд дошёл до четвертьфинала на Уимблдоне, победив в четвёртом круге восьмую ракетку мира Райнера Шуттлера, но проиграв будущему чемпиону Федереру. Во второй половине сезона он вышел в четвертьфинал Открытого чемпионата США (также после победы над Шуттлером) и завоевал в Бразилии второй титул АТР за сезон, в третий раз за год победив Шуттлера. Весь сезон Схалкен провёл во второй десятке рейтинга в одиночном разряде, а в парном, начав его в первой сотне, не играл начиная с августа и закончил год на 122-м месте.

### Завершение карьеры
В 2004 году Схалкен, отказавшийся от игры в парах, чтобы продолжить выступать в одиночном разряде, дошёл до четвёртого круга Открытого чемпионата Австралии и в третий раз подряд до четвертьфинала Уимблдонского турнира. Оба раза его продвижение останавливал Энди Роддик, занимавший в рейтинге первую позицию зимой и вторую в июне. Открытый чемпионат Франции Схалкен пропустил из-за мононуклеоза, а с августа практически не выступал из-за усталости и головокружений, пропустив, среди прочих турниров, Открытый чемпионат США, но закончил год в десятый раз подряд в числе ста лучших игроков мира. На следующий год Схалкен провёл всего 19 матчей. Весной он повредил Ахиллово сухожилие и в июле был вынужден полностью прекратить выступления. Этот сезон стал для него последним в Кубке Дэвиса, где он помог сборной Нидерланов победить швейцарцев, обыграв в двух встречах в одиночном разряде Марко Кьюдинелли и Станисласа Вавринку. В феврале 2006 года Схалкен попытался вернуться на корт, сыграв четыре матча в «челленджере» в Бергамо, но после поражения в полуфинале завершил профессиональную карьеру.

## Участие в финалах турниров АТР за карьеру (21)
| Легенда                |
| ---------------------- |
| Большой шлем (0)       |
| Кубок Мастерс (0)      |
| ATP Мастерс (0)        |
| ATP Gold (2)           |
| ATP International (19) |

### Одиночный разряд (12)

#### Победы (9)
| №  | Дата        | Турнир                                       | Покрытие | Соперник в финале | Счёт в финале           |
| -- | ----------- | -------------------------------------------- | -------- | ----------------- | ----------------------- |
| 1. | 2 окт 1995  | Открытый чемпионат Валенсии, Испания         | Грунт    | Гильберт Шаллер   | 6-4, 6-2                |
| 2. | 8 янв 1996  | Открытый чемпионат Индонезии, Джакарта       | Хард     | Юнес Эль-Айнауи   | 6-3, 6-2                |
| 3. | 18 авг 1997 | Чемпионат США среди профессионалов, Бостон   | Хард     | Марсело Риос      | 7-5, 6-3                |
| 4. | 11 янв 1999 | Heineken Open, Окленд, Новая Зеландия        | Хард     | Томми Хаас        | 6-4, 6-4                |
| 5. | 9 окт 2000  | Открытый чемпионат Японии, Токио             | Хард     | Николас Лапентти  | 6-4, 3-6, 6-1           |
| 6. | 22 окт 2001 | If Stockholm Open, Швеция                    | Хард     | Яркко Ниеминен    | 3-6, 6-3, 6-3, 4-6, 6-3 |
| 7. | 17 июн 2002 | Ordina Open, Хертогенбос, Нидерланды         | Трава    | Арно Клеман       | 3-6, 6-3, 6-2           |
| 8. | 16 июн 2003 | Ordina Open, Хертогенбос (2)                 | Трава    | Арно Клеман       | 6-3, 6-4                |
| 9. | 8 сен 2003  | Открытый чемпионат Бразилии, Коста-ду-Сауипе | Хард     | Райнер Шуттлер    | 6-2, 6-4                |

#### Поражения (3)
| №  | Дата        | Турнир                                    | Покрытие | Соперник в финале | Счёт в финале |
| -- | ----------- | ----------------------------------------- | -------- | ----------------- | ------------- |
| 1. | 16 окт 2000 | Открытый чемпионат Шанхая, КНР            | Хард     | Магнус Норман     | 4-6, 6-4, 3-6 |
| 2. | 13 авг 2001 | Legg Mason Tennis Classic, Вашингтон, США | Хард     | Энди Роддик       | 2-6, 3-6      |
| 3. | 30 сен 2002 | Кубок Кремля, Москва, Россия              | Ковёр    | Поль-Анри Матьё   | 6-4, 2-6, 0-6 |

### Парный разряд (9)

#### Победы (6)
| №  | Дата        | Турнир                                        | Покрытие | Партнёр      | Соперники в финале         | Счёт в финале |
| -- | ----------- | --------------------------------------------- | -------- | ------------ | -------------------------- | ------------- |
| 1. | 24 июл 1995 | Открытый чемпионат Нидерландов, Амстердам     | Грунт    | Марсело Риос | Уэйн Артурс Нил Броуд      | 7-6, 6-2      |
| 2. | 2 авг 1999  | Открытый чемпионат Нидерландов, Амстердам (2) | Грунт    | Паул Хархёйс | Девин Боуэн Эяль Ран       | 6-3, 6-2      |
| 3. | 16 окт 2000 | Открытый чемпионат Шанхая, КНР                | Хард     | Паул Хархёйс | Павел Визнер Петр Пала     | 6-2, 3-6, 6-4 |
| 4. | 29 янв 2001 | Milan Indoor, Италия                          | Ковёр    | Паул Хархёйс | Том Ванхудт Юхан Ландсберг | 7-65, 7-64    |
| 5. | 18 июн 2001 | Ordina Open, Хертогенбос, Нидерланды          | Трава    | Паул Хархёйс | Мартин Дамм Цирил Сук      | 6-4, 6-4      |
| 6. | 16 июл 2001 | Открытый чемпионат Нидерландов, Амстердам (3) | Грунт    | Паул Хархёйс | Алекс Корретха Луис Лобо   | 6-4, 6-2      |

#### Поражения (3)
| №  | Дата        | Турнир                                      | Покрытие | Партнёр        | Соперники в финале                  | Счёт в финале |
| -- | ----------- | ------------------------------------------- | -------- | -------------- | ----------------------------------- | ------------- |
| 1. | 14 сен 1998 | Кубок президента, Ташкент, Узбекистан       | Хард     | Кеннет Карлсен | Стефано Пескосолидо Лоуренс Тилеман | 5-7, 6-4, 5-7 |
| 2. | 5 мар 2001  | Franklin Templeton Classic, Скоттсдейл, США | Хард     | Марсело Риос   | Дональд Джонсон Джаред Палмер       | 6-73, 2-6     |
| 3. | 28 июл 2003 | Mercedes-Benz Cup, Лос-Анджелес, США        | Хард     | Джошуа Игл     | Ян-Майкл Гэмбилл Тревис Пэрротт     | 4-6, 6-3, 5-7 |